# Tjörn
Tjörn (Enligt SCB: Tjörn-Mjörn) är en ö i Bohuslän, Västra Götalands län, på Sveriges västkust. Enligt SCB är Tjörn Sveriges sjunde största ö, med en yta på 147 km² och en omkrets på ca 190 kilometer. Tjörn är en naturligt skapad ö eftersom den skiljs från fastlandet och från ön Orust av ett antal fjordar och sund. Därmed är den Sveriges sjätte största naturligt skapade ö. Tjörn utgör huvuddelen av Tjörns kommun och omges av öarna Stora Dyrön, Flatholmen, Härön, Klädesholmen, Lilla Askerön, Stora Askerön (som tillhör Stenungsunds kommun), Lilla Brattön, Mjörn (som SCB räknar som halvö), Tjörnekalv och Åstol. Tjörn ligger söder om Orust och norr om Marstrand.

## Geografi
Tjörn är via Tjörnbron anslutet till Stenungsund på fastlandet och via Skåpesundsbron till Orust i norr. Största tätorten är centralorten Skärhamn. Andra samhällen, tillika gamla fiskelägen, är till exempel Rönnäng, Klädesholmen, Kyrkesund och Bleket. I nordost, nära Tjörnbron, finns Myggenäs. Billströmska folkhögskolan med kulturprofil ligger mitt på Tjörn. På Mjörn vid norra Tjörn finns förutom en skalbank även Sundsby säteri som på 1600-talet ägdes av Margareta Huitfeldt, mest känd genom donationer, myter och sägner.

## Geologi
Tjörn delar sin bergartsgeologiska historia med merparten av de orter som ligger inom Stora Le–Marstrand-massivet, se Tjörns geologi.

## Näringsliv

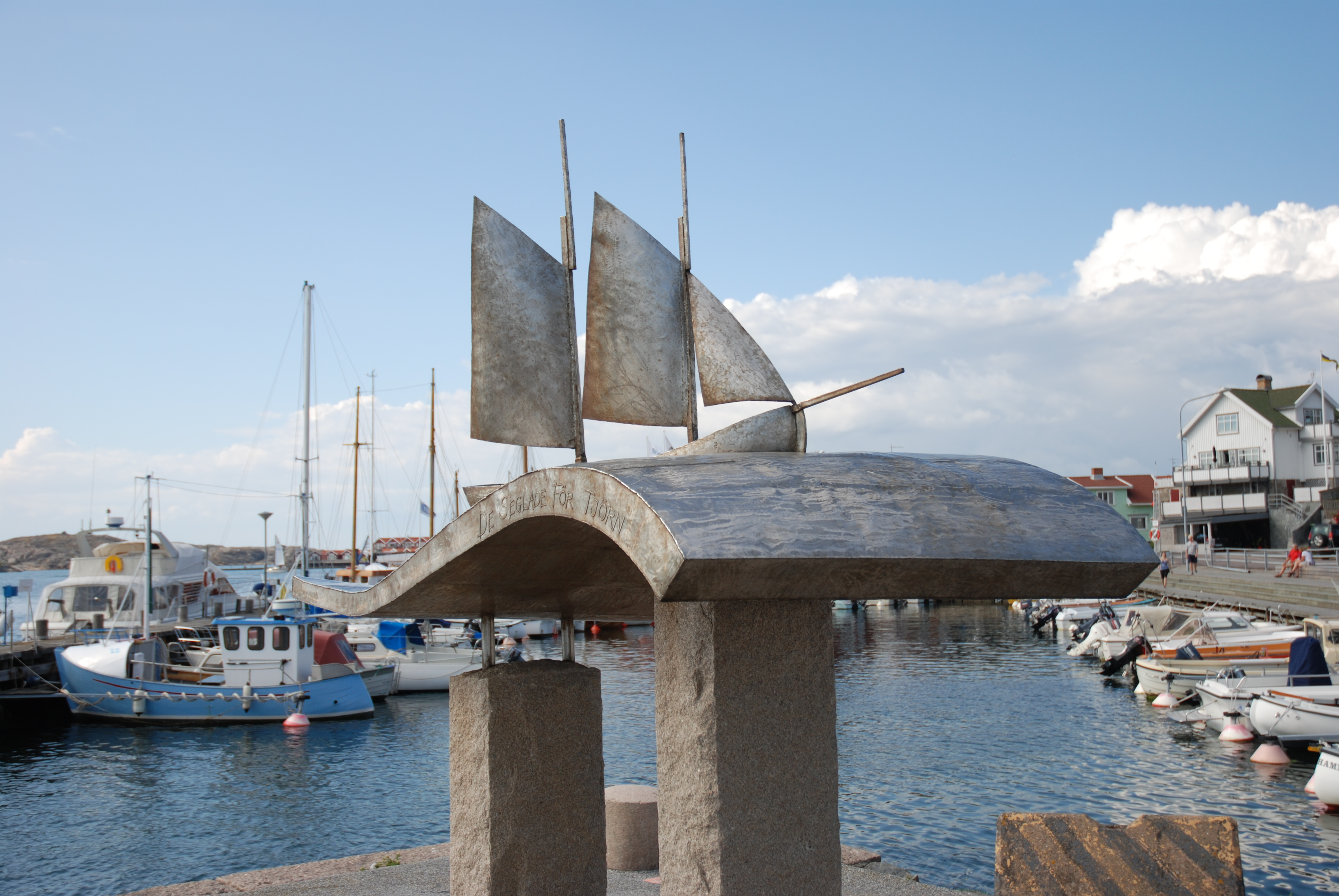
Sjöfartsmonumentet De seglade för Tjörn av Bosse Anås i Skärhamn.

Tjörns näringsliv är till stor del präglat av sjöfarten. På Tjörn har några av Europas största rederier funnits, däribland det tidigare B&N som 2005 ombildades till Transatlantic och 2012 flyttade huvudkontoret från Skärhamn till Göteborg. Tarbit Shipping med huvudkontor i Skärhamn är ett tankrederi specialiserat på frakt av varma laster som till exempel bitumen (asfalt). Dess svenska flotta är idag reducerad genom utflaggning. 
Vallhamn på öns ostsida är en hamnanläggning för roro-transport av fordon. Strax söder om Vallhamn ligger Djupviks varv som främst tillverkar aluminiumbåtar för exempelvis polis, kustbevakning och sjöräddning. Tjörnvarvet i Rönnäng har under 2000-talet byggt medelstora trålare, men anlitas även för reparation och renovering av fartyg.

## Turism

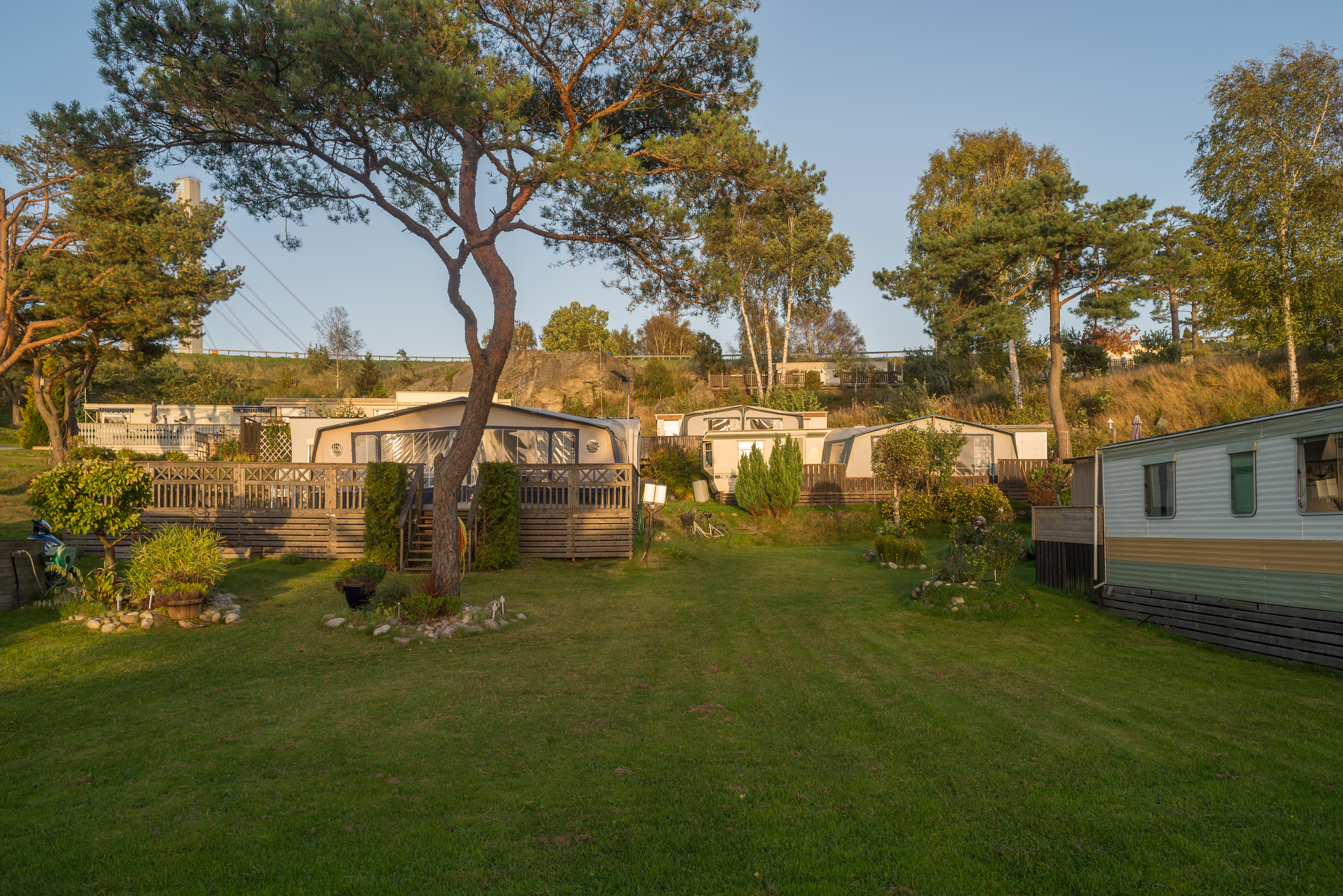
Tjörnbro parks camping.

Under sommarmånaderna ökar folkmängden från 15 000 till nästan 45 000 tack vare turismen. En stor del av turistverksamheten är koncentrerad till södra och västra Tjörn. I Skärhamn finns bland annat Nordiska akvarellmuseet, en gästhamn samt turistbyrå. På Pilane gravfält med gravar och domarringar från järnåldern finns varje sommar skulpturparken Skulptur i Pilane. Från Rönnäng går personfärja till Åstol och Dyrön. På ön Klädesholmen med broförbindelse från Tjörn finns gästhamn, badplats samt möjlighet att se inläggning av sillkonserver. På andra sidan bron ligger det gamla fiskläget Bleket. I Säby finns Säbygården från tidigt 1800-tal. På Mjörn ligger Sundsby säteri som sedan 2004 är tillgängligt för allmänheten.